# بولين ألين
بولين ألين (بالفرنسية: Pauline Allin)‏ هي دراجة فرنسية، ولدت في 2 مايو 1995.

## وصلات خارجية
- بولين ألين على موقع الاتحاد الدولي للدراجات (الإنجليزية)
- بولين ألين على موقع أرشيف الدراجات (الإنجليزية)
- بولين ألين على موقع إحصائيات الدراجات الإحترافية (الإنجليزية)
- بولين ألين على موقع نسبة الدراجات (الإنجليزية)